# Tetranychus lonicerae
Tetranychus lonicerae är en spindeldjursart som beskrevs av Beglyarov och P. Mitrofanov 1973. Tetranychus lonicerae ingår i släktet Tetranychus och familjen Tetranychidae. Inga underarter finns listade i Catalogue of Life.